# Leonardo Bruni
Leonardo Bruni vagy Leonardo Aretino (1370 k. – 1444. március 9.) itáliai humanista, történetíró és államférfi volt. Őt nevezték az első modern történetírónak.

## Életrajz
Leonardo Bruni a toszkániai Arezzóban született, 1370 körül. A politikai és kulturális vezető, Coluccio Salutati tanítványa volt, akit Firenze kancellárjaként követett is hivatalában. Apostoli titkárként négy pápát is szolgált 1405 és 1414 között. Kancellári éveit 1410–11 között, valamint 1427-től 1444-es haláláig háborúk árnyékolták be. Noha a legmagasabb politikai tisztségeket is betöltötte, az Albizzi és a Medici családokhoz képest viszonylag súlytalan volt a politikai porondon. Ugyanakkor 1437-ben Cosimo de’ Medici riválisaként lépett föl, összeesküvést szőve ellene. Bruni 1444-ben, Firenzében halt meg, és hivatalában Carlo Marsuppini követte.

## Jelentősége

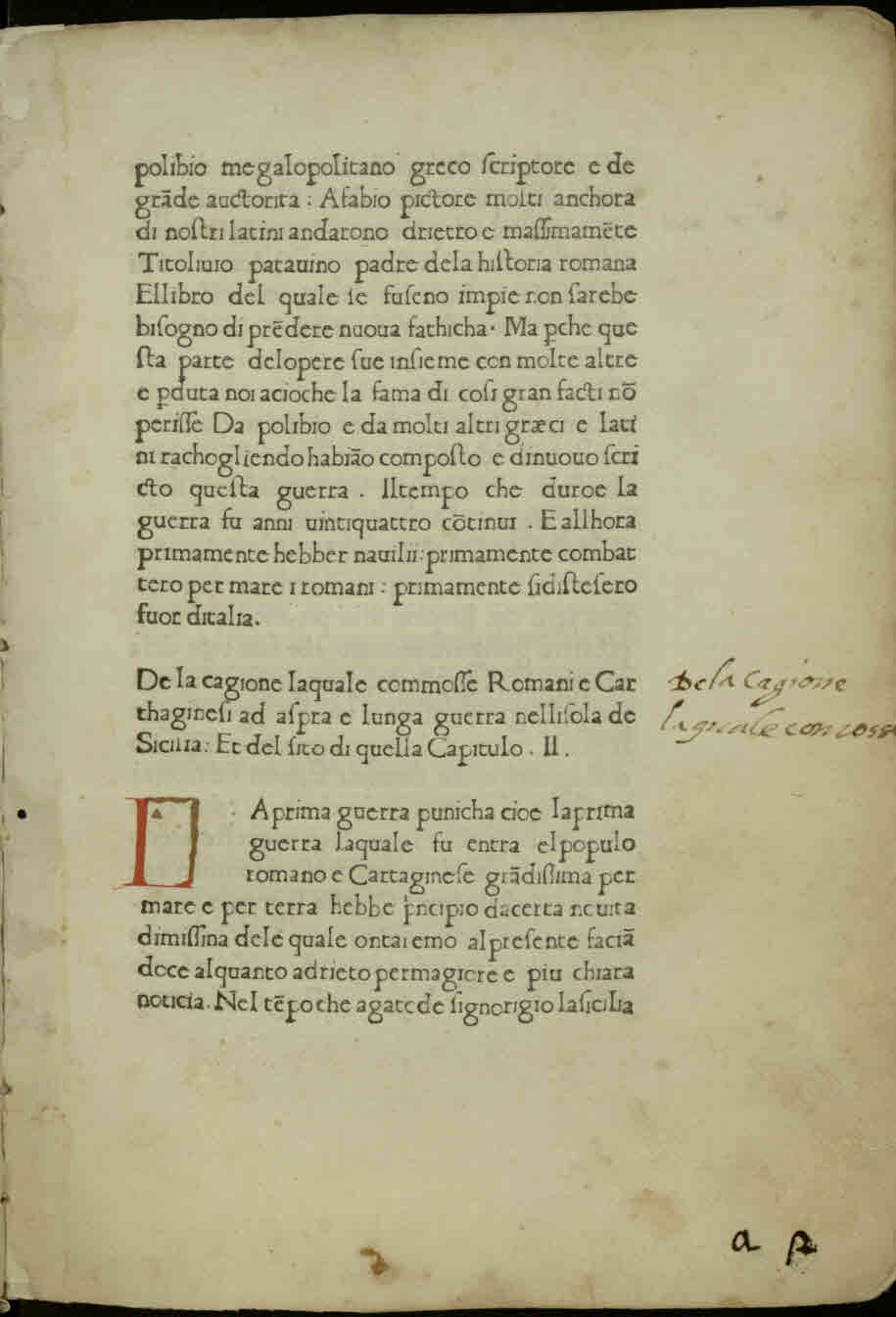
De primo bello punico, 1471

Bruni legfontosabb munkája 'A firenzei nép története', amit az első modern történeti munkának is neveztek. Ő írt elsőként hármas felosztásban az emberiség történetéről, azaz ő alkalmazta először az antikvitás, középkor, modern kor nézetet. Azonban a Bruni által használt évszámok nem esnek egybe a történészek által ma elfogadott korszakhatárokkal. Mindenesetre ő rakta le egy hármas osztatú történelemszemlélet alapjait. Ugyan valószínűleg nem volt Bruni célja a történetírás szekularizálása, azonban ez a hármas felosztás semmi esetre sem egyezik az egyházi szemlélettel. Ezért is nevezték őt később az első modern történetírónak. Bruni koncepciójának alapjai Petrarcánál is megtalálhatóak, aki először választotta el a klasszikus korszakot a későbbi hanyatlástól, azaz a tenebrae-től ("sötétség, árnyék"). Bruni azt állította, hogy Itália újraéledt az ő korában, és ezért el lehet mondani róla, hogy egy új korszakba lépett.
Bruni egyik leghíresebb munkája az 'Új Cicero', ami a római államférfi életrajza. Szintén írt életrajzi munkákat olaszul Dantéról és Petrarcáról is. Bruni kezdte el használni a studia humanitatis kifejezést, ami nagyjából az emberi erőfeszítések, teljesítmények vizsgálatát jelentette, szemben a teológia vagy a metafizika tárgyával. Innen ered a humanista kifejezés, a kor tudósaival kapcsolatban.
Humanistaként Bruni legfőképpen görög szövegek latinra fordításával foglalkozott. Ezek közül is elsősorban filozófiai és történeti munkákat fordított, úgy mint Arisztotelészt és Prokopioszt. Bruni Arisztotelész-fordításai, úgy mint a Nikomakhoszi etikáé és a Politikáé, vagy a Pszeudo-Arisztotelészi Ekonómiáé úgy kéziratban, mint nyomtatásban széleskörűen elterjedtek. A görög történészt, Aelius Aristeidest ő ismertette meg a reneszánsz kor politikai gondolkodóival, azáltal, hogy az említett szerző Athénról szóló művét (Panathenicus) felhasználta saját, Firenzéről írt dicsőítő beszédéhez (1401 k.). Ebben a műben az általa vallott köztársaság-párti nézeteket igyekezett alátámasztani. Mindezek mellett még egy görög nyelvű értekezést is írt Firenze város alkotmányáról.
Bruni Firenzében halt meg 1444-ben, és itt is temették el. Sírhelye a firenzei Santa Croce bazilika falába építve található. A síremléket Bernardo Rossellino készítette el.

## Latin nyelvűmunkái online hozzáféréssel

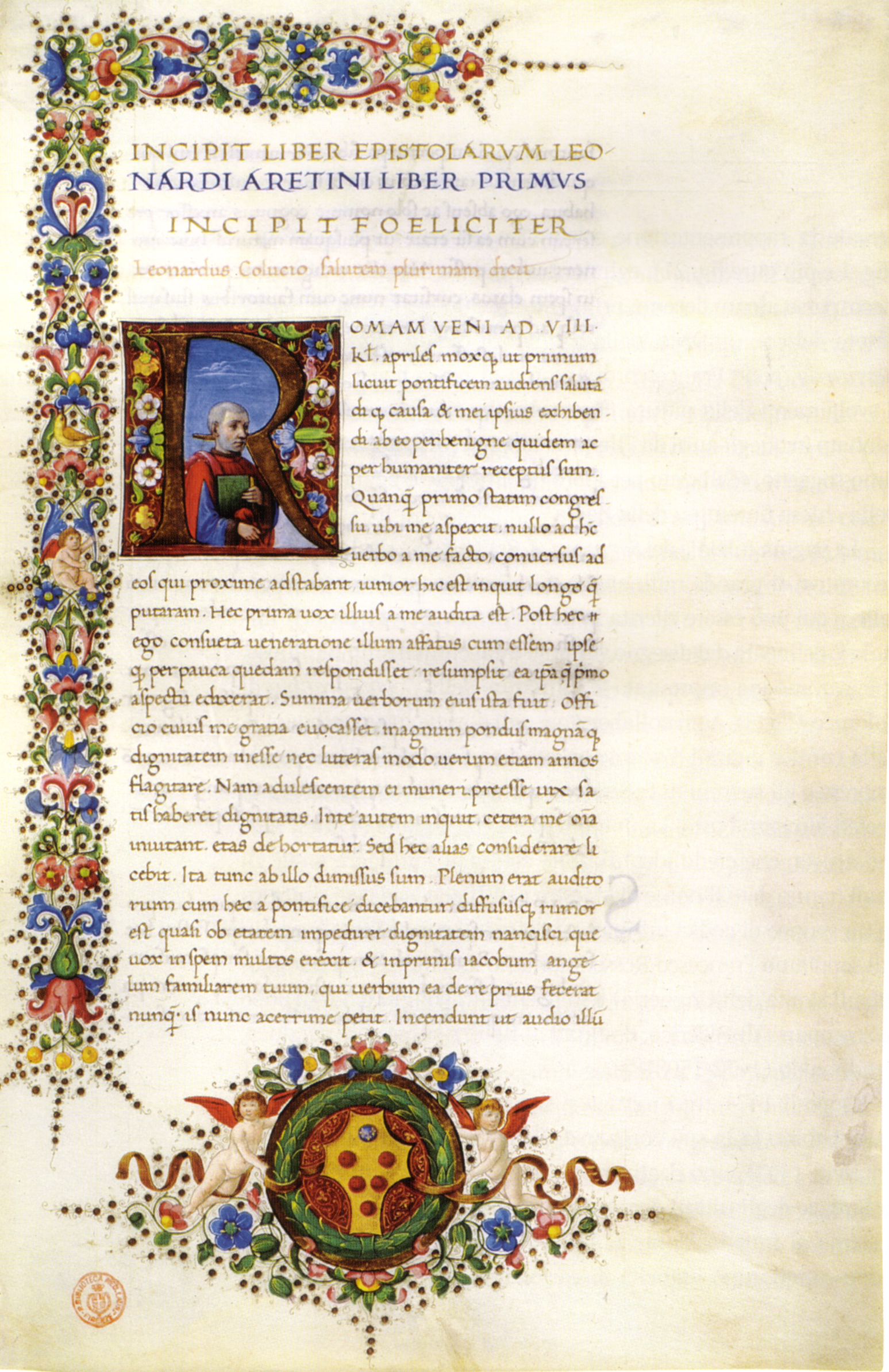

- An vulgus et literati eodem modo per Terentii Tullique tempora Romae locuti sint
- Calphurnia et Gurgulia Archiválva 2021. március 18-i dátummal a Wayback Machine-ben
- De Bello Gallico Adversus Gothos Archiválva 2020. november 23-i dátummal a Wayback Machine-ben
- De studijs et litteris ad illustem dominam baptistam de malatesta tractatulus. Leipzig 1496
- Epistola ad Baptistam de Malatestis
- De interpretatione recta

## Magyarul
- Trattatello in laude di Dante azaz Dante dicsérete. Giovanni Villani Firenzei krónikájának Dante-rubrikája és a Boccaccio-féle Vita intera néhány fejezete; ford., bev., jegyz. Kaposy József; Kner, Gyoma, 1921 (Monumenta literarum) – hasonmásban: Magvető, 1982

## Fordítás
- Ez a szócikk részben vagy egészben  a   Leonardo Bruni  című angol Wikipédia-szócikk fordításán alapul.  Az eredeti cikk szerkesztőit annak laptörténete sorolja fel. Ez a jelzés csupán a megfogalmazás eredetét és a szerzői jogokat jelzi, nem szolgál a cikkben szereplő információk forrásmegjelöléseként.